# Tam Dalyell
Tam Dalyell, né Thomas Dalyell Loch le 9 août 1932 à Édimbourg, et mort le 26 janvier 2017, est un homme politique britannique.
Député pour le Parti travailliste à la Chambre des communes de 1962 à 2005, il est connu durant sa longue carrière politique pour son indépendance d'esprit vis-à-vis de son propre parti, pour son opposition aux guerres entreprises par son pays, et pour avoir posé la « question du West Lothian » en 1977.

## Biographie

### Jeunesse
D'origine aristocratique écossaise, il porte le titre héréditaire de baronnet, et grandit dans le manoir familial du XVIIe siècle à Linlithgow,. Il étudie au prestigieux Collège d'Eton (école privée), puis effectue son service militaire en tant que simple soldat dans les chars du régiment des Royal Scots Greys, commandé à la fin du XVIIe siècle par son ancêtre le lieutenant-général Sir Thomas Dalyell. Il étudie ensuite les mathématiques pendant deux ans à l'université de Cambridge, avant d'y entreprendre et de compléter une licence d'histoire, puis (en formation intensive) une licence d'économie. Durant ses études, il est, un temps, président de l'association des étudiants conservateurs de Cambridge.
En 1957, il devient enseignant dans une école fréquentée principalement par des enfants de la classe ouvrière, notamment des enfants de mineurs. En 1963 il épouse Kathleen Wheatley, une enseignante ; le couple aura deux enfants.

### Carrière politique
Il abandonne ses idéaux conservateurs et devient socialiste au milieu des années 1950 après avoir constaté la pauvreté et le chômage dans certaines régions ouvrières d'Écosse, mais surtout en raison de la crise du canal de Suez : Il s'oppose farouchement à l'intervention militaire britannique en Égypte, et s'opposera toute sa carrière à tout acte d'agression militaire qu'il perçoit comme impérialiste. Il rejoint le Parti travailliste, et est élu député de la circonscription écossaise de West Lothian, près d'Édimbourg, lors d'une élection partielle en 1962. Son premier combat à la Chambre des communes est son opposition à la construction d'un aéroport militaire à Aldabra, une île des Seychelles alors sous souveraineté britannique. Il s'y oppose pour des raisons écologistes, ce qui est encore peu courant dans les années 1960. Le Guardian note « la diligence extraordinaire avec laquelle il s'emploie à ruiner les plans du ministère de la Défense » : il prend la parole à ce sujet à soixante-dix reprises à la Chambre des communes, et parvient à mobiliser en sa faveur le vice-président des États-Unis, Hubert Humphrey, ainsi que la Smithsonian Institution, qui appuient avec succès sa cause auprès du gouvernement travailliste de Harold Wilson.
Après avoir visité Bornéo en 1965, il s'oppose en vain, au Parlement, à l'appui militaire que le Royaume-Uni apporte à la Malaisie dans le cadre de la confrontation indonésio-malaisienne. L'année suivante il s'oppose, également sans succès, à la location par les Britanniques aux Américains de leur base militaire à Diego Garcia, dans l'archipel des Chagos - décision qui entraînera quelques années plus tard l'expulsion de la population autochtone de l'archipel.
Il soutient l'adhésion du Royaume-Uni à la Communauté économique européenne en 1973. En 1977, lorsque le gouvernement travailliste de James Callaghan souhaite accorder une forme d'autonomie politique à l'Écosse et au pays de Galles, Tam Dalyell, député écossais, s'y oppose lors d'une allocution à la Chambre restée célèbre. Si les nations celtiques du royaume ont leur autonomie, fait-il remarquer, cela signifierait que leurs représentants au Parlement du Royaume-Uni participeraient aux décisions politiques qui ne concernent que l'Angleterre, tandis que les élus anglais n'auraient plus leur mot à dire sur les affaires écossaises ou galloises : « Combien de temps les honorables députés anglais tolèreraient-ils que les honorables députés venus d'Écosse, du pays de Galles et d'Irlande du Nord exercent un effet probablement décisif sur les politiques anglaises alors qu'eux-mêmes n'auraient plus leur mot à dire sur les mêmes enjeux en Écosse, au pays de Galles et en Irlande du Nord ? ». C'est la célèbre question du West Lothian. Aux côtés d'autres Écossais tels que Robin Cook, il mène campagne contre l'autonomie. En 1979, les électeurs écossais et gallois votent contre l'autonomie, par référendum, mais la question est ravivée lorsque les trois nations celtiques obtiennent leur autonomie en 1999. En 2015, le gouvernement conservateur de David Cameron y apporte une réponse en faisant adopter une motion qui restreint le droit des députés écossais, gallois et nord-irlandais de décider de lois qui ne concernent que l'Angleterre. Dès 1999, Tam Dalyell, en tant que député écossais, refuse par principe de voter lorsque la Chambre débat de lois qui ne s'appliqueront qu'en Angleterre.
Dans les années 1980, il devient célèbre en haranguant à de multiples reprises la première ministre conservatrice Margaret Thatcher pour avoir ordonné que soit coulé le croiseur militaire argentin ARA General Belgrano durant la guerre des Malouines de 1982. Il fait valoir que le navire s'éloignait du champ de bataille et ne constituait pas une menace immédiate, et est suspendu de la Chambre pour y avoir traité Margaret Thatcher de menteuse,. Il s'oppose à la guerre du Golfe, puis à la guerre d'Irak en 2003. En mars 2003, il publie une tribune dans le Guardian intitulée : « Blair, le criminel de guerre », en soulignant « les horreurs de la guerre moderne » et en affirmant que le premier ministre travailliste Tony Blair « devrait être qualifié de criminel de guerre et envoyé à La Haye ».
À la suite des élections législatives de 2001, il devient « Père de la Chambre », c'est-à-dire le député qui siège depuis le plus longtemps (sans interruption). Il ne se représente pas aux élections de 2005. Par la suite, il se prononce pour le maintien du Royaume-Uni dans l'Union européenne lors du référendum de 2016.